# The Treasury (Neuseeland)
The Treasury ist das Finanzministerium Neuseelands. Es berät die Regierung in Fragen der Wirtschafts-, Finanz- und Ordnungspolitik des Landes. Als zentrales Public Service Department ist es seine Aufgabe, andere Ministerien und Behörden in Bezug auf das Erreichen besserer Leitungsbilanzen zu unterstützen.

## Vision
In der Vision der Finanzbehörde wird postuliert, einen höheren Lebensstandard für die Neuseeländer zu erreichen. Den möchte man erwirken, indem man für Wirtschaftswachstum sorgt, Risiken vermindert, einen Sozialinfrastruktur erstellt, für Gleichheit und Gerechtigkeit und in Zukunft für Nachhaltigkeit sorgt.

## Zuständige Minister
Das Finanzministerium ist dem Minister of Finance unterstellt und je nach Regierungsbildung einigen anderen Ministern berichtspflichtig. Verantwortliche für das Ministerium ist seit November 2023 Nicola Willis von der National Party. Reportpflichtig ist das Ministerium zu den Ministern:
- Nicola Willis, National Party als Minister of Finance und Minister for Public Service
- David Seymour, ACT New Zealand als Associate Minister of Finance und Minister for Regulation
- Shane Jones, New Zealand First - Associate Minister of Finance und Minister for Regional Development
- Chris Bishop, National Party - Associate Minister of Finance und Minister for Infrastructure
- Paul Goldsmith, National Party - Minister for State Owned Enterprises
- Matt Doocey, National Party - Minister for ACC
- Simon Watts, National Party - Minister of Revenue

## Zuständig für Gesetze
Das Finanzministerium ist für die Ausgestaltung folgender Gesetze zuständig:
- Public Finance Act 1989 - Gesetz für die öffentlichen Finanzen
- State Sector Act 2004 - Gesetz, dass das Staatswesen regelt
- Crown Entities Act 2004 - Gesetz für Unternehmen der Krone
- State-Owned Enterprises Act 1986 - Gesetz für staatseigene Unternehmen[7]

## Geschichte
The Treasury wurde 1840, in dem Jahr der Unterzeichnung des Treaty of Waitangi, gegründet und gehört damit zu den ältesten Regierungsbehörden Neuseelands. Der erste Treasurer (Schatzmeister) der Behörde, George Cooper, war ein äußerst gut bezahlter Mann. Mit einem Jahressalär von 600 britischen Pfund war er seiner Zeit bestbezahlter Regierungsbeamte neben dem Chief Commissioner of Land Claims (Chefkommissar für Landansprüche) und dem Lieutenant-Governor William Hobson. Seine erste Amtshandlung war, ein Darlehn der britischen Regierung über 5.000 Pfund in Goldmünzen für die neue Kolonie in Empfang zu nehmen und das Geld zu sichern.
Bis zur ersten Parlamentswahl im Jahr 1854 regierten die Gouverneure von Neuseeland die Kolonie und bestimmte zusammen mit dem Colonial Secretary (für die Staatsdienste zuständig) die Arbeitsweise des Treasury (Schatzamtes), dessen Hauptaufgabe darin bestand, die Vorgaben der britischen Regierung umzusetzen und die Ausgaben der Kolonie zu kontrollieren. Mit der Bildung der ersten Regierung im Jahr 1856, bekam das Parlament auch die Möglichkeit über den jährlichen Finanzrahmen der Kolonie abzustimmen. Doch die Möglichkeiten der Parlamentarier hierzu war nach wie vor begrenzt.
1870 wurde die Position des Auditor-General geschaffen, der Ausgaben der Kolonie auf Relevanz und Rechtmäßigkeit überprüfen sollte. Damit verlor The Treasury an Kontrolle und Einfluss und es war 1888 das Audit Department, dass dem Parlament eine Analyse der öffentlichen Ausgaben Neuseelands, beginnend von 1832 an, präsentierte und damit den Machtverlust des Treasury Department noch unterstrich. Bis 1907 erstellte der Minister of Finanz ohne Unterstützung des Treasury Department sein eigens Budget und wurde lediglich durch das Audit Department und dem Auditor-General kontrolliert. Als 1907 Neuseeland eine Dominion wurde, sollte sich dies unter der Regierung von Joseph Ward ändern. Für die folgenden 15 Jahre wurde das Finanzmanagement wieder dem Treasury Department zugeordnet. In dieser Zeit wuchs der Mitarbeiterstamm von 32 in 1896 auf 55 in 1914 und auf 87 Mitarbeiter Anfang der 1930er.
Anfang der 1920er wurde ein professionelles Accounting System (Rechnungswesen) eingeführt, mit dem eine strengere Ausgabenkontrolle erreicht werden sollte; machte der Schuldentilgungsdienst doch bereits rund 40 % aller Staatsausgaben aus. Die Staatsausgaben in den Griff zu bekommen, wurde mit einer der wichtigsten Aufgaben des Treasury Departments, auch über die Great Depression hinaus. Um die Geldwertstabilität dem Einfluss der Politik zu entziehen, setzte sich The Treasury Anfang der 1930er für die Gründung einer unabhängigen Zentralbank in Neuseeland ein. Unterstützt durch den Finanzexperten der Bank of England, Otto Ernst Niemeyer, wurde 1934 schließlich die Reserve Bank of New Zealand gegründet.
Kurz nach der Übernahme der Regierungsgeschäfte durch die Labour Party im Jahr 1935 kamen Forderungen aus der Partei, reaktionäre Leute und Menschen mit Mangel an sozialem Hintergrund aus der Behörde zu entfernen. Auch wurden umgehend private Anteilseigner per Gesetz aus der Reserve Bank of New Zealand entfernt und ausbezahlt. Die Rolle als ökonomischer Berater der Regierung fiel dem Treasury Department in diesen Zeiten schwer, gab es doch einen Argwohn der Labour-Politiker gegenüber Ökonomen der Behörde. Dies änderte sich erst ab den 1960er Jahren, nachdem Labour zum zweiten Mal durch die National Party abgelöst wurde, die die Aufgabe des Treasury Departments nicht nur im Finanzmanagement sah, sondern auch als Berater in Fragen der Ökonomie einsetzte.
Mit der Regierungsübernahme durch Robert Muldoon von der National Party standen nicht nur Neuseeland, sondern auch dem Treasury Departments schwere Zeiten ins Haus. Bedingt durch die Ölkrise der 1970er Jahre und den Beitritt Großbritanniens zur Europäischen Gemeinschaft gingen Neuseeland wichtige Märkte verloren oder wurden geschwächt. Die Maßnahmen der Regierung, die Wirtschaft wieder anzukurbeln, standen im Widerspruch zu den Empfehlungen der Ökonomen des Treasury Departments. Die Spannungen nahmen zu und die Maßnahme der Regierung Muldoon griffen nicht.
Übereinstimmung zwischen The Treasury und der Regierungspolitik entstand interessanterweise erst wieder, als National 1984 durch Labour abgelöst und Roger Douglas Finanzminister wurde. Douglas beendete die restriktive Finanzpolitik der Vorgängerregierung, wertete den Neuseeland-Dollar ab und gab seinen Wechselkurs frei. Er reduzierte Subventionen, halbierte den Steuersatz, führte die Goods and Services Tax von 10 % ein und sorgte dafür, dass ehemalige Staatsunternehmen privatisiert wurden. Seine radikale Finanz- und Wirtschaftspolitik bekam den Spitznamen Rogernomics. Auch wenn Labour sich in der Politik von Douglas nicht mehr wieder fand und innerparteiliche Konflikte 1989 zum Rücktritt von Premierminister David Lange führten, lag die Politik von Douglas jedoch im Einklang mit The Treasury. Managing the Economy wurde bis Mitte der 1990er mit zur wichtigsten Aufgabe des Treasury Departments. Die Finanzkrise Asiens forderte den Konsolidierungskurs der Regierung zu unterstützen.
Die Professionalisierung des Treasury Departments und die Besetzung mit gut ausgebildeten Fachleuten, spätestens seit der 1920er Jahre, führte dazu, dass die Behörde zum wichtigsten Berater der jeweiligen Regierungen in finanz- und wirtschaftspolitischen Fragen wurde.